# Agrias maroniensis
Agrias maroniensis är en fjärilsart som beskrevs av Le Moult 1926. Agrias maroniensis ingår i släktet Agrias och familjen praktfjärilar. Inga underarter finns listade i Catalogue of Life.